# Vidsjön (Ingarö socken, Uppland)
Vidsjön är en sjö i Värmdö kommun i Uppland och ingår i Norrström-Tyresåns kustområde. Sjön är 4,8 meter djup, har en yta på 0,0853 kvadratkilometer och befinner sig 35,8 meter över havet. Vid provfiske har abborre, mört, sarv och sutare fångats i sjön.

## Delavrinningsområde
Vidsjön ingår i det delavrinningsområde (657370-695309) som SMHI kallar för Rinner till Ingaröfjärden. Medelhöjden är 30 meter över havet och ytan är 12,53 kvadratkilometer. Det finns inga avrinningsområden uppströms utan avrinningsområdet är högsta punkten. Avrinningsområdets utflöde mynnar i havet, utan att ha någon enskild mynningsplats.